# Eve Miller
Eve Marilyn Miller (* 8. August 1923 in Los Angeles, Kalifornien, USA; † 17. August 1973 in Van Nuys, Kalifornien, USA) war eine US-amerikanische Schauspielerin.

## Leben
Als Tochter von Robert Stanley Miller und dessen Frau in Hollywood geboren wuchs Eve Miller in San Francisco auf. Nach der Schule begann sie nach Ausbruch des Zweiten Weltkrieges als Schweißerin im Hafen der Stadt zu arbeiten.
Anfang 1945 fand Eve Arbeit als Verkäuferin in einem Kaufhaus. Zur gleichen Zeit begann sie eine Karriere als Tänzerin und erhielt ein Engagement für die Follies Bergere in San Francisco. Kurz darauf wurde sie von 20th Century Fox unter Vertrag genommen und gab ihr Filmdebüt als Statistin in dem Filmmusical Diamond Horseshoe von George Seaton.
Nach weiteren Einsätzen als Statistin und Kleindarstellerin wurde die Produzentin und Regisseurin Ida Lupino auf die attraktive Tänzerin aufmerksam. Mit ihrer Unterstützung wechselte sie zu Warner Bros., deren Direktoren ihre Verpflichtung für den Kriegsfilm The Tanks Are Coming 1951 ablehnten, weil sie eine solch außergewöhnlich hübsche Frau nicht in einem Kriegsdrama verschwenden wollten.
1952 kam der Höhepunkt ihrer Filmkarriere, als sie die weibliche Hauptrolle in dem Western Für eine Handvoll Geld an der Seite von Kirk Douglas spielte. Nach zwei größeren Rollen an der Seite von Doris Day in The Winning Team und April in Paris und einer weiteren Hauptrolle in dem Western Kansas Pazifik mit Sterling Hayden wurden die Rollenangebote kleiner und spärlicher, so dass sie auch Rollen in Fernsehserien annahm. So war sie u. a. in einzelnen Episoden der Serien Lassie,  Abenteuer im wilden Westen, Richard Diamond, Privatdetektiv und Perry Mason zu sehen. Ihren letzten Auftritt absolvierte sie 1961 für eine Folge der Serie Coronado 9. Ihr Schaffen umfasst rund 50 Produktionen für Film und Fernsehen.

## Privates
1954 lernte Eve Miller ihren acht Jahre älteren Schauspielkollegen Glase Lohman kennen. Ab Dezember waren die beiden ein Paar. Nach einem Streit mit ihm versuchte sie sich im Juli 1955 mit einem Messer das Leben zu nehmen. Sie wurde durch eine Operation gerettet.
Am 17. August 1973 starb Eve Miller durch einen weiteren Selbstmordversuch.

## Filmografie (Auswahl)
- 1945: Diamond Horseshoe
- 1948: Reise ins Verderben (Inner Sanctum)
- 1949: Der Stachel des Bösen (Beyond the Forest)
- 1950: Lügende Lippen (Never Fear)
- 1950: Die Jahre der Lüge (The Vicious Years)
- 1951: In der Hölle der Arktis (Arctic Fury)
- 1952: Für eine Handvoll Geld (The Big Trees)
- 1952: The Winning Team
- 1952: April in Paris
- 1953: Kansas Pazifik (Kansas Pacific)
- 1954: Verzweifelte Frauen (The Desperate Women)
- 1954: Rhythmus im Blut (There's No Business Like Show Business)
- 1955: Maler und Mädchen (Artists and Models)